# Nottertal-Heilinger Höhen
Die Stadt Nottertal-Heilinger Höhen ist eine Landgemeinde im thüringischen Unstrut-Hainich-Kreis, die zum 31. Dezember 2019 durch den Zusammenschluss der Stadt Schlotheim und der Gemeinden Bothenheilingen, Issersheilingen, Kleinwelsbach, Neunheilingen und Obermehler entstanden ist. Die Stadt ist erfüllende Gemeinde für Körner und Marolterode.

## Geografie

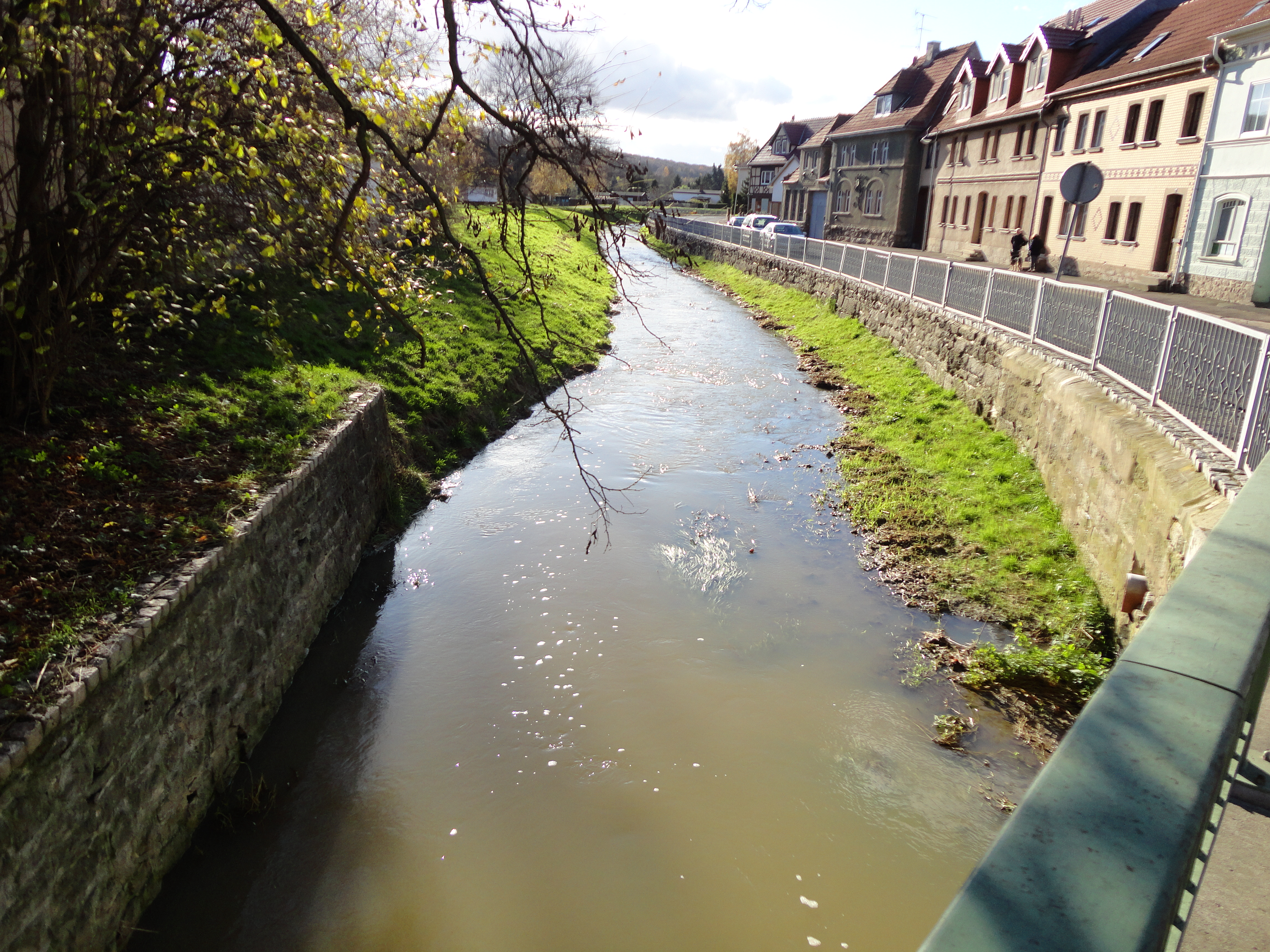
Notter in Schlotheim

Nottertal-Heilinger Höhen liegt mittig in Deutschland und im Nordwesten des Thüringer Beckens. Der Schlotheimer Graben, ein von Nordwesten nach Südosten (herzynisch) verlaufender Grabenbruch, bestimmt die Topografie der Stadt. In seinem nördlichen Teil fließt die Notter, ein Nebenfluss der Unstrut, von den Ausläufern des Dün, im südlichen der Marolteroder Bach, der von den Heilinger Höhen eingerahmt wird und in Schlotheim in die Notter mündet.
Der tiefste Punkt liegt im Süden der Stadt westlich von Kleinwelsbach im Tal des Welsbachs auf 190 Meter, der höchste an der Nordspitze des Stadtgebiets an der Landesstraße 2096 nahe Menteroda auf 436 Meter.
Die Stadt Nottertal-Heilinger Höhen besteht aus den Ortsteilen Bothenheilingen, Hohenbergen, Issersheilingen, Kleinwelsbach, Mehrstedt, Neunheilingen, Obermehler (mit Großmehlra und Pöthen) und Schlotheim.
Nottertal-Heilinger Höhen grenzt im Norden beginnend und im Uhrzeigersinn an folgende Städte und Gemeinden: Unstruttal, Holzsußra, Ebeleben, Marolterode, Kirchheilingen, Bad Langensalza, Unstrut-Hainich, Körner und Mühlhausen/Thüringen.

## Geschichte

### Gründung der Landgemeinde
Die Mitgliedsgemeinden der Verwaltungsgemeinschaft Schlotheim hatten Ende 2017 rund 45 Millionen Euro Schulden, sodass Investitionen nur noch eingeschränkt möglich waren. Die Möglichkeit der Bildung einer Landgemeinde entlastet die Gemeinden dank der Entschuldungshilfen nach dem Thüringer Gemeindeneugliederungsfinanzhilfegesetz (ThürGNGFG) um einen Großteil ihrer Schulden, zum Beispiel die Stadt Schlotheim um fast 90 %.
Die Gemeinden Körner und Marolterode entschieden sich 2018 gegen den Beitritt zur Landgemeinde, auch wenn damit keine Schuldenentlastung eintreten würde.
Der Name der neuen Stadt ist ein Kompromiss der fusionierenden Gemeinden, bei dem sich möglichst alle von ihnen wiedererkennen können sollten. Dabei herrschte „bei allen Bürgerversammlungen [...] Unverständnis über den gewählten Namen der neuzugründenden Landgemeinde“. Ein Antrag, stattdessen den Namen „Schlotheim“ zu verwenden, fand nicht die notwendige einstimmige Unterstützung der Gemeinden.
Laut dem Zweiten Thüringer Gesetz zur freiwilligen Neugliederung kreisangehöriger Gemeinden im Jahr 2019 trat die Gemeindeneubildung am 31. Dezember 2019 in Kraft. Das Gesetz wurde am 12. September 2019 vom Landtag angenommen.
Schlotheims Ortsteile Hohenbergen und Mehrstedt bekamen erst später den Status eigenständiger Ortschaften.

### Einwohnerentwicklung
In der nachstehenden Tabelle ist die Entwicklung der Einwohnerzahl seit der Gründung der Landgemeinde 2019 dargestellt. Ermittelt wurden die Werte jeweils zum Stichtag 31. Dezember.
| Jahr | Einwohner |
| ---- | --------- |
| 2019 | 5760      |
| 2020 | 5742      |
| 2021 | 5632      |
| 2022 | 5807      |
| 2023 | 5765      |
| 2024 | 5750      |

## Politik
Die ersten Wahlen von Stadtrat und Bürgermeister fanden in der neu gegründeten Gemeinde am 6. September 2020 statt.
Der Rat der Stadt und Landgemeinde Nottertal-Heilinger Höhen besteht aus 20 Ratsfrauen und Ratsherren. Die Stadtratswahl am 26. Mai 2024 führte zu folgendem Ergebnis:
| Partei / Liste                                      | Stimmenanteil | Sitze |   | Sitze 2020 |
| Sozialdemokratische Partei Deutschlands (SPD)       | 8,9 %         | 2     | 3 |            |
| Alternative für Deutschland (AfD)                   | 18,7 %        | 3     | – |            |
| Christlich Demokratische Union(CDU)                 | –             | –     | 9 |            |
| Wählergemeinschaft Zukunft Landgemeinde (ZLG)       | 34,0 %        | 7     | 6 |            |
| Bürgerbündnis Soziale Ordnung e. V. (BSO)*          | 14,6 %        | 3     | 2 |            |
| Fokus Infrastruktur, Gesundheit, Vereinsleben (IGV) | 23,9 %        | 5     | – |            |

* 2020: Bürgerbündnis Schlotheim Obermehler (BSO)

### Bürgermeister
Bei der Wahl zum hauptamtlichen Bürgermeister am 6. September 2020 setzte sich im 1. Wahlgang Hans-Joachim Roth (CDU) mit 58,0 % der abgegebenen gültigen Stimmen gegen drei Mitbewerber durch. Zuvor leitete seit der Neugründung der Landgemeinde Nicole Gehret als „Beauftragte der Gemeinde Nottertal-Heilinger Höhen“ die Gemeinde.
Hans-Joachim Roth trat zum 31. Juli 2023 als Bürgermeister zurück, eine Neuwahl zum nun ehrenamtlichen Bürgermeister fand am 10. September 2023 statt. Bei dieser setzte sich Alexander Blankenburg (parteilos) gegen eine Mitbewerberin durch.

## Verkehr
Nottertal-Heilinger Höhen liegt an der Bundesstraße 249 (Mühlhausen/Thüringen–Ebeleben–Sondershausen). Die Bundesstraße 84 (Ebeleben–Bad Langensalza) bildet einen Teil der östlichen Stadtgrenze. Weitere Landes- und Kreisstraßen ergänzen das Straßennetz.
Die nächsten Bahnhöfe befinden sich in Mühlhausen/Thüringen und Bad Langensalza an der Bahnstrecke Gotha–Leinefelde bzw. Erfurt–Bad Langensalza. Die Bahnstrecke Ebeleben–Mühlhausen ist stillgelegt.
Der Flugplatz Obermehler-Schlotheim im Norden des Stadtgebiets kann nur per Sichtflug angeflogen werden.

## Nachweise
1. ↑  Bevölkerung der Gemeinden vom Thüringer Landesamt für Statistik (Hilfe dazu).
2. ↑  Thüringer Gesetz zur freiwilligen Neugliederung kreisangehöriger Gemeinden im Jahr 2019 und zur Anpassung gerichtsorganisatorischer Vorschriften im Thüringer Gesetz- und Verordnungsblatt Nr. 11/2019 vom 18. Oktober 2019, S. 385 ff., abgerufen am 22. Oktober 2019
3. ↑  Ortsrecht / Satzungen. In: www.nottertal-heilingerhoehen.de/. Abgerufen am 6. Januar 2024.
4. ↑  Verwaltungsgemeinschaft Schlotheim: Bildung einer Landgemeinde – Aktuelle Entwicklung auf www.vg-schlotheim.de, abgerufen am 16. Oktober 2019
5. ↑  Martin Lindner: Neue Landgemeinde ohne Körner und Marolterode von www.tlz.de im Webarchiv vom 19. Oktober 2019
6. 1 2  Schlotheimer Kurier – Amtsblatt der Verwaltungsgemeinschaft Schlotheim, Jahrgang 25, Nummer 14, Seite 6, vom 11. Juli 2019, abgerufen am 16. Oktober 2019
7. ↑  Stadt Nottertal-Heilinger Höhen, Bevölkerung nach Geschlecht. Thüringer Landesamt für Statistik, abgerufen am 20. Juni 2025.
8. ↑  Gemeinderatswahl 2024 in Thüringen – endgültiges Ergebnis für die Stadt Nottertal-Heilinger Höhen
9. 1 2  Wahlen in Thüringen, Bürgermeisterwahl 2023 in Thüringen, Nottertal-Heilinger Höhen. Thüringer Landesamt für Statistik, abgerufen am 28. November 2023.
10. ↑  Bürgermeister tritt überraschend zurück. In: mdr.de. Mitteldeutscher Rundfunk, abgerufen am 28. August 2023.
11. ↑  Das Kandidaten-Duell um das Rathaus von Nottertal-Heilinger Höhen. In: www.thueringer-allgemeine.de. Thüringer Allgemeine, 22. August 2023, abgerufen am 28. August 2023 (deutsch).
12. ↑  Nottertal-Heilinger Höhen: Bundeswehroffizier wird neuer Bürgermeister. In: mdr.de. Mitteldeutscher Rundfunk Landesfunkhaus Thüringen, abgerufen am 12. September 2023.